# Rosalinda (canção)
"Rosalinda" é uma canção de Thalía, lançada como o quinto single do seu álbum Arrasando.
É a música tema da telenovela de Thalia, com o mesmo nome.

## Single
1. Rosalinda (versão do álbum) - 3:52

### Versões oficiais e remixes
1. Rosalinda (versão do álbum) - 3:52
2. Rosalinda (Versão Banda) - 3:54
3. Rosalinda (Tele-Novela Version) - 1:30

## Desempenho nas tabelas musicais

### Posições
| Chart (2001)                                 | Maior posição |
| -------------------------------------------- | ------------- |
| Estados Unidos (Billboard Hot Latin Airplay) | 46            |
| Estados Unidos (Billboard Hot Latin Songs)   | 46            |
| Estados Unidos (Billboard Latin Pop Airplay) | 23            |